# Massaggio thai
Il massaggio tradizionale thailandese viene denominato “nuad phaen borarn” (นวดแผนโบราณ) in lingua thai e significa letteralmente toccare per guarire (nuad) e antico/degno di riverenza (borarn). È normalmente eseguito a terra, dove colui che lo riceve e colui che lo dà indossano abiti confortevoli; ha una durata media di 2 ore e mezza e non è consentito l'uso di oli.

## Storia e origine
Il massaggio thai è frutto di una lunga storia che sconfina nella leggenda. Fu codificato nel V secolo a.C. dal medico indiano Shivago Kumar Baj, considerato ancora oggi in Thailandia “Padre della medicina”. Come attesta il Canone pāli, scritture della tradizione buddhista Theravada, fu contemporaneo, amico e seguace del Buddha, esercitò l'arte medica alla corte del re indiano di Maghada Bimbisara e fu il medico della comunità buddhista (Sangha). Quando i monaci buddhisti e i discepoli del medico arrivarono nella zona dove si trova ora la Thailandia, nel III o nel II secolo a.C., diffusero questo tipo di massaggio come pratica del mettā, "gentilezza amorevole". Non si hanno documenti che attestino pratiche di massaggio in quella stessa zona anteriori a questo periodo.
Le origini del massaggio thai sono oscure e poco documentate ed è lecito supporre che Shivago Kumar Baj abbia utilizzato nella sua codifica tradizioni mediche provenienti soprattutto dall'India (Ayurveda e Yoga) e anche dalla Cina, dal Sud-est asiatico, dalla medicina popolare e dalle pratiche sciamaniche. L'influenza della medicina indiana si evince, oltre che dalla provenienza di Shivago Kumar Baj, anche dall'etimologia di molti termini: Sen Sumana (thai - เส้นสุมนา)- Sushumna nadi (sanscrito), Sen Ittha (thai - เส้น อิทา) - Ida nadi (sanscrito), Sen Pingkhla (thai - เส้นปิงคลา) - Pingala nadi (sanscrito). Anche molte posizioni del massaggio thai riflettono posture dello Yoga. Il concetto dei canali energetici che solcano il corpo è comune a diverse culture asiatiche (thai เส้น – sen, sanscrito-nadi, cinese 經絡-jīngluò, giapponese-tsobus); così come il concetto dell'energia vitale prana è comune sia a culture asiatiche sia a culture europee (sanscrito प्राण-prana, cinese qi, coreano gi, giapponese ki, greco πνεῦμα, latino spiritus, ebraico ruach); da questi dati, è impossibile tracciare un rapporto di derivazione storica tra una cultura e l'altra.
Non si sa, in mancanza di documenti, quale sia stata l'influenza dell'agopuntura e della digitopressione cinese sul massaggio thai per due motivi:
1. la medicina e il massaggio erano insegnati oralmente;
2. i pochi testi di medicina, anteriori al XVII secolo, redatti in lingua pali e caratteri khmer, scritti su foglie di palma furono quasi tutti distrutti nel 1767 dall'invasione birmana che segnò la fine del Regno di Ayutthaya.

Alcuni frammenti furono salvati e nel 1832 consentirono al re Rama III di incidere sui muri del tempio Phra Chetupon, l'odierno Wat Pho, 60 figure del corpo, 30 anteriori e 30 posteriori, che rappresentano posizioni e linee energetiche. Nel XIX secolo il Siam entra in contatto con la medicina allopatica portata dai missionari occidentali; nel 1888 viene fondato a Bangkok il Siriraj Hospital, che utilizzava sia la medicina allopatica che quella tradizionale; nel 1913 fu separata la medicina tradizionale da quella allopatica; nel 1929 una legge classificava i professionisti e gli operatori, incrementando il solco fra le due medicine; il 24 marzo 1993 venne fondato il National Institute of Thai Traditional Medicine con l'obiettivo di facilitare l'integrazione della medicina tradizionale nel servizio di salute pubblica; nel 1997 fu varato l'ottavo “Piano di Sviluppo per la Salute Pubblica” che prevedeva l'incremento della medicina tradizionale, dell'erboristeria e del massaggio thai; il 19 novembre 1999 il re Bhumibol Adulyadej (Rama IX) emanò la legge per la saggezza della medicina, per la protezione e la promozione del massaggio thai tradizionale; nel 2000 la medicina tradizionale fu integrata nelle strutture di 1.120 centri sanitari.

## Teoria
Il massaggio thai si fonda sul concetto che il corpo è solcato da canali, la medicina indiana ritiene che ce ne siano oltre 70.000, denominati sen (nadi in sanscrito), attraversati dall'energia vitale prana. In particolare dieci sen sono di primaria importanza; 
1. Sumana
2. Ittha
3. Pingkala
4. Kalathari
5. Sahatsarangsi
6. Thawari
7. Lawasang
8. Ulangka
9. Nanthakrawat
10. Khitchanna.

Invisibili e non verificabili dagli strumenti scientifici attuali, i sen costituiscono un secondo corpo, Prana-maya Kosha in sanscrito, ovvero corpo energetico, strettamente intrecciato con il corpo fisico, Anna-maya Kosha, il solo corpo di cui si abbia esperienza sensoriale. La medicina indiana, da cui il massaggio thai deriva, classifica cinque corpi; oltre ai succitati, il Mana-maya Kosha, corpo mentale, il Vijnana-maya Kosha, corpo emozionale e l'Ananda-maya Kosha, corpo della coscienza cosmica; il massaggio thai lavora sul secondo corpo ed ha benefici effetti anche sugli altri. Quando il prana non circola adeguatamente nei sen si va incontro a disagi che possono degenerare in stati patologici. Scopo del massaggio thai è  ripristinare la corretta circolazione dell'energia.

## Tecnica
Colui che riceve il massaggio thai giace su un materassino non troppo soffice sul pavimento; indossa abiti comodi che consentono ampi movimenti; può essere da solo oppure con altri pazienti in un'ampia stanza (come accade usualmente negli ospedali). Prima di iniziare, il massaggiatore recita a mani giunte la seguente preghiera (Wai Khru, in lingua thai พิธีไหว้ครู): “Om Namo Shivago Kumar Baj Puchaya”, cioè “Rispetto il compassionevole Shivago Kumar Baj con una buona condotta”.
Vi sono due stili fondamentali di massaggio thai:
1. lo stile di corte (Rachasamnak), in riferimento a quanto viene esercitato e insegnato al Wat Pho a Bangkok
2. lo stile popolare (Chaleeysak), la forma che viene messa in pratica e si può imparare a Chiang Mai e in generale nel nord della Thailandia.[1]

Lo stile Chaleeysak prevede cinque posizioni rigidamente codificate: 
1. supina
2. fianco destro
3. fianco sinistro
4. prona
5. seduta

Lo stile Rachasamnak non prevede la posizione prona. Nell'esecuzione del massaggio thai il massaggiatore utilizza diverse parti del suo corpo (mani, pollici e rimanenti dita, palmi, gomiti, avambracci, piedi, talloni, ginocchia, ecc) ed effettua varie “manipolazioni” (compressioni, estensioni, torsioni, stiramenti, impastamenti, colpetti a mani giunte sulla schiena , scuotimenti, schiocchi, sollevamenti, bloccaggio del corpo e degli arti del massaggiato con le mani, coi piedi e colle ginocchia del massaggiatore, "camminata" con i talloni e l'incavo dei piedi sulla schiena del massaggiato, …) e posizioni che richiamano le Asana dello Hatha Yoga (Ekapada Uttanapada Āsana, Hala Āsana, Karna Peeda Āsana, Baddha Kona Āsana, Shalaba Āsana, Bhujanga Āsana, Sukha Āsana, ...).

## Altre denominazioni
Il massaggio thai è denominato anche in altri modi: massaggio tradizionale thailandese, massaggio classico thailandese, antico massaggio siamese, massaggio tradizionale terapeutico, massaggio medico, massaggio stile Rachasamnak (stile della corte), massaggio stile Chaleeysak (stile popolare), massaggio thailandese del Nord (insegnato a Chiang Mai), massaggio thailandese del Sud (insegnato presso il tempio Wat Po di Bangkok), massaggio yoga, yoga thailandese, yoga per gente pigra, yoga passivo, yoga assistito e così via. Anche il fondatore del massaggio thai ha diverse denominazioni: Shivago Kumar Baj, Shivago Kumar Paj, Shivago Kumar Bacca, Shevaka Komarpatr, Jivaka Kumarbhakkha, il “Padre Dottore” per antonomasia.

## Diffusione
In Thailandia il massaggio thai è considerato una branca della Medicina Tradizionale Thailandese; è riconosciuto e regolamentato dal governo ed insegnato presso istituzioni pubbliche e private; è altresì insegnato e praticato da personale “non-medico” nei centri benessere, spa, alberghi, villaggi turistici, industria del turismo. In Europa e negli U.S.A. un crescente numero di insegnanti e praticanti sono emersi fin dagli anni novanta. In Italia, l'interesse verso il massaggio thai è maturato ancora più tardi.
Usualmente nei molteplici centri massaggi sparsi in tutta la Tailandia si praticano massaggi della durata  di circa 60-90 minuti con modalità non perfettamente aderenti ai canoni tradizionali del massaggio tailandese.  Le posizioni sono limitate a quella supina, prona e seduta.